# 殷茵
殷茵（1974年1月2日—），出生于浙江，中国女子排球运动员，中国国家女子排球队成员。她曾代表中国参加2000年夏季奥运会女子排球比赛，最终获得第5名。